# Haenschia
Genre
Haenschia est un genre de papillons de la famille des Nymphalidae et de la sous-famille des Danainae qui résident en Amérique du Sud.

## Historique et  dénomination
Le genre Haenschia a été nommé par Gerardo Lamas (d) en 2004 en l'honneur de Richard Haensch.

## Liste des espèces
- Haenschia derama (Haensch, 1905) synonyme Pteronymia derama Haensch, 1905 ; présent en Colombie.
- Haenschia sidonia (Haensch, 1905) synonyme Episcada sidonia Haensch, 1905 ; présent au Pérou.
- Haenschia sp ; présent au Pérou.
- Haenschia sp ; présent au Pérou[1].